# 松田一輝 (漫画家)
松田 一輝（まつだ いっき、本名：小高 利昭、1949年10月16日 - ）は、日本の漫画家。北海道茅部郡森町出身。血液型はO型。

## 経歴
絵を描くのが好きで、小学生の頃から漫画家志望であった。しかし漫画家になるのには時期があると思っていたため、高校卒業後は俳優の学校に通った後に、会社勤めをしていた。
そんな会社勤めをしていた時期に、『週刊少年ジャンプ』（集英社）の第五回手塚賞の入賞作品の中に高橋よしひろの作品があったのを見て、自分にも漫画を描けるという実感を持ち、漫画家の道に進むことを決意した。その後すぐに会社に休暇届を出し、20日で30ページの作品『おらは雨太郎』を完成し、同作品で1972年手塚賞佳作入選。その後1976年に『タケシ一家』でデビュー。
その後は会社勤めをしながらジャンプで読み切りを描くが、ちょうど結婚をしようとしていた時期だったため、とても生活できる収入ではなかった。それでも漫画に専念すると決意し、女房に「三年間辛抱してくれ、その間に絶対に連載を持って、生活のメドを立てるから」と言って会社を退職した。そして、同じくジャンプで読み切りを描いている時期に、『少年キング』（少年画報社）から作品の依頼を受けた。しかしジャンプで研究費を貰い契約していたので、すぐには描けなかった。女房にジャンプとの契約が終わるのを待ってもらい、キングで初の連載『ビッグパンチャー』を連載した。この連載は女房との約束期間の三年の三ヵ月前程度で、ぎりぎりだったという。それでもまだ不安で、連載開始後の半年ぐらいは女房に働いてもらい、キングの連載は一年半続いた。
その後は徐々に作品の依頼も増えていき、主に少年誌で熱血漫画を発表していく。『週刊少年チャンピオン』（秋田書店）に連載された『ドッ硬連』はその熱血漫画を代表する作品で、単行本20巻に及ぶ長期間の連載となった。
近年では趣味であるゴルフや囲碁の漫画も執筆。

## 作品リスト

### 1970年代
- ビッグパンチャー（少年キング、少年画報社、全5巻）
- ゲンとユウ（作：林律雄、マンガくん、小学館、全5巻）
- マンジャロの源（作：石田豊、少年キング、少年画報社）

### 1980年代
- 私立男塾（マンガくん、小学館、全8巻）
- 花の太一郎（月刊少年チャンピオン、秋田書店、全5巻）
- ゴロマキ虎（月刊コミコミ、白泉社）
- 圧漢（週刊プレイボーイ、集英社）※単行本『学園仕置人』に収録
- 学園無法地帯（少年ビッグコミック増刊、小学館）
- ジャイアント（少年ビッグコミック、小学館、全5巻）
- 猛者連二郎（週刊ヤングマガジン、講談社）※単行本『学園仕置人』に収録
- 愛星団徒（週刊プレイボーイ、集英社、全6巻）
- ドッ硬連（週刊少年チャンピオン、秋田書店、全20巻）
- 大吉小吉（ビッグコミック増刊号、小学館）
- 学園仕置人（プレイコミック、秋田書店、全1巻）※雑誌掲載時のタイトルは『KAIKETSU市ノ坊』
- トマトスカッシュ（週刊少年チャンピオン、秋田書店、全3巻）
- 龍王伝（日本文華社、全1巻）
- ナイス・オン!（日本文華社、全1巻）
- 特攻万陀羅高校（月刊少年チャンピオン、秋田書店）
- ケンカJUDO（週刊少年チャンピオン、秋田書店、全4巻）

### 1990年代
- 赤ハナ刑事（作：小川酔生、週刊漫画TIMES、芳文社、全2巻）
- コミックで覚える囲碁（構成：小林千寿、NHK出版、全1巻）
- 刑事桃吉郎（作：大森玲、週刊漫画TIMES、芳文社）

### 2000年代
- コミック奥義秘伝 囲碁3000年（作：大島正雄、NHK出版、全1巻）
- 壬生鬼（新時代劇コミック疾風、竹書房）
- ゴルフ怪童伝説 マンモス（作：伊月慶悟、ゴルフレッスンコミック、日本文芸社、全1巻）
- パートナー（作：伊月慶悟、ゴルフレッスンコミック、日本文芸社）
- 義侠ヤクザ博徒伝 高橋徳次郎（作：正延哲士、竹書房、全1巻）
- 義侠ヤクザ博徒伝 森田幸吉（作：正延哲士、竹書房、全1巻）
- 絶戦三国志 赤壁の戦い（脚色：横溝邦彦、竹書房、全1巻）
- 飛ばしんぼう（作：小林一人、ゴルフレッスンコミック、日本文芸社）
- 新装版文芸まんがシリーズ 銀河鉄道の夜（作：宮沢賢治、ぎょうせい、全1巻）
- 新装版文芸まんがシリーズ 杜子春・羅生門（作：芥川龍之介、ぎょうせい、全1巻）
- 原口鉄也のこれでいいのか（構成：まりあ志優 、ゴルフレッスンコミック、日本文芸社）
- タケ小山のベストスコア一直線（作：小林一人、ゴルフレッスンコミック、日本文芸社）
- イッキのゴルバカ一直線（ゴルフレッスンコミック、日本文芸社）

## アシスタント
- 長谷川裕一